# Paul Fister
Paul Fister (n. 7 septembrie 1944, Brașov - d. 30 mai 2017) a fost un actor român, cascador și consilier de lupte.

## Filmografie
- Mihai Viteazul (1971)
- Felix și Otilia (1972)
- Săgeata căpitanului Ion (1972)
- Capcana (1974)
- Un comisar acuză (1974) - Zisu
- Nemuritorii (1974) - Călin
- Nu filmăm să ne-amuzăm (1975)
- Mușchetarul român (1975)
- Pintea (1976)
- Buzduganul cu trei peceți (1977)
- Profetul, aurul și ardelenii (1978)
- Ediție specială (1978)
- Mînia (1978)
- Pentru patrie (1978)
- Ecaterina Teodoroiu (1978)
- Între oglinzi paralele (1979) - cascador
- Falansterul (1979)
- Ultima frontieră a morții (1979)
- Rug și flacără (1980)
- Burebista (1980)
- Munții în flăcări (1980)
- Pruncul, petrolul și ardelenii (1981)
- Înghițitorul de săbii (1982)
- Misterele Bucureștilor (1983)
- Colierul de turcoaze (1986)
- Iacob (1988)
- Hanul dintre dealuri (1988)
- Mircea (1989)
- Coroana de foc (1990)
- Șobolanii roșii (1991)
- Craii de Curtea Veche (1996)
- Galgameth (1996) - Gypsy Soldier #2
- 15 (2005) - muncitorul care se bate cu Marinică
- Supraviețuitorul (2008)
- Domnișoara Christina (2013)